# Redi-Cereșnovăț, Soroca
Redi-Cereșnovăț este un sat din raionul Soroca, Republica Moldova.
Pe versantul de est al carierei de lângă sat este amplasat un afloriment de nisipuri și gresii, arie protejată din categoria monumentelor naturii de tip geologic sau paleontologic.

## Istoric
Pentru prima dată satul este menționat documentar într-o carte domnească prin care Constantin Movilă (domn al Moldovei în a treia domnie) întărește vânzarea la 30 august 1610 a satului Cereșnovăț cu rediul (pădure tânără, dumbravă) Cereșnovăț, „cu loc pentru prisăci și cu livezi, și cu fânețe, și cu toate hotarele și veniturile lui” către boierul Chiriță Dumitrachi Paleolog. Se mai cunoaște că pe vremurile lui Vasile Lupu (la 17 septembrie 1646), Mănăstirii Golia din Iași i-au fost dăruite și întărite mai multe sate și părți de sate, printre care și satul Cereșnovăț din ținutul Soroca. Satul a fost în posesia funciară a mănăstirii până în anii '30 ai secolului al XX-lea.
Biserica din piatră „Adormirea Maicii Domnului” a fost construită în 1772 de arendașul Bogdan din Cuhurești. În 1865 aceasta a fost reparată capital și a funcționat până când în perioada sovietică a fost închisă. Prin anii '70 ai secolului al XX-lea autoritățile intenționau să deschidă un muzeu în incinta bisericii, dar fără sorți de izbândă. Redeschiderea bisericii a avut loc în 1991 după restaurarea edificiului.

## Demografie

### Structura etnică
Structura etnică a satului conform recensământului populației din 2004:
| Grup etnic         | Populație | % Procentaj |
| ------------------ | --------- | ----------- |
| Moldoveni / Români | 945       | 98,54%      |
| Ucraineni          | 7         | 0,73%       |
| Ruși               | 5         | 0,52%       |
| Găgăuzi            | 1         | 0,1%        |
| Bulgari            | 1         | 0,1%        |
| Total              | 959       | 100%        |

## Administrație și politică
Componența Consiliului local Redi-Cereșnovăț (9 consilieri), ales la 5 noiembrie 2023, este următoarea:
|  | Partid                                       | Consilieri | Componență | Componență | Componență | Componență | Componență | Componență |
|  | -------------------------------------------- | ---------- | ---------- | ---------- | ---------- | ---------- | ---------- | ---------- |
|  | Partidul Acțiune și Solidaritate             | 6          |            |            |            |            |            |            |
|  | Partidul Socialiștilor din Republica Moldova | 3          |            |            |            |            |            |            |

## Galerie de imagini

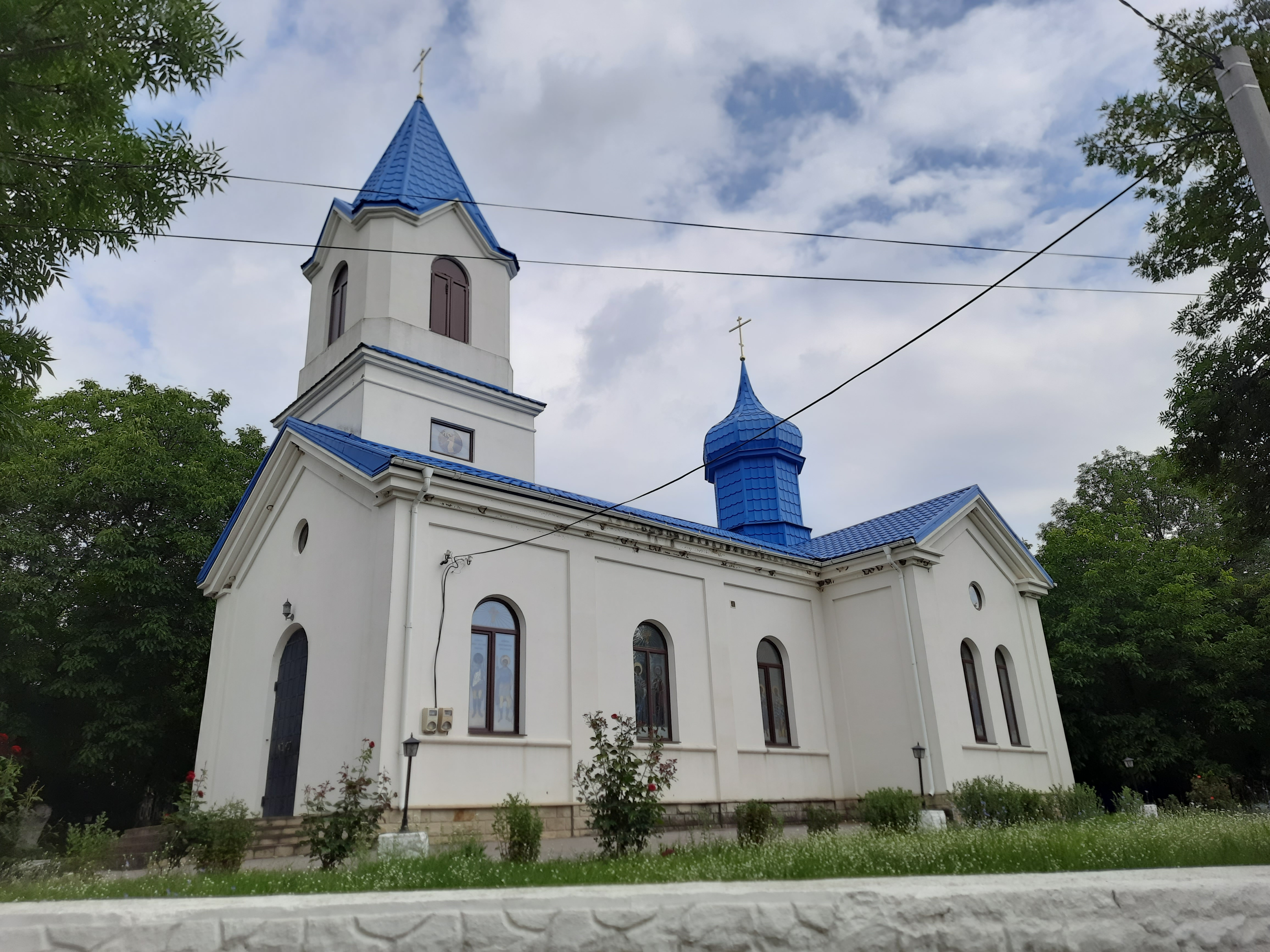
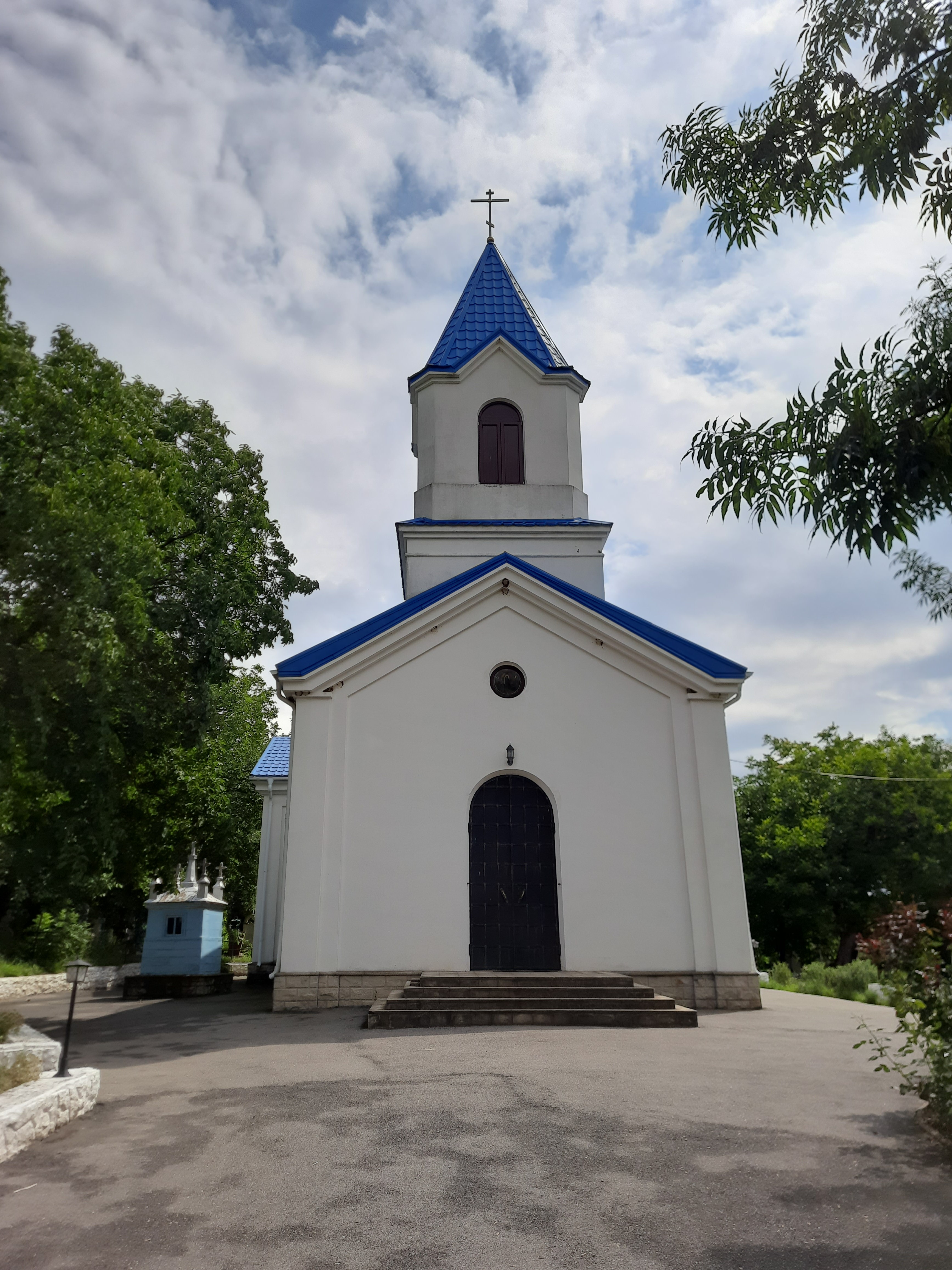
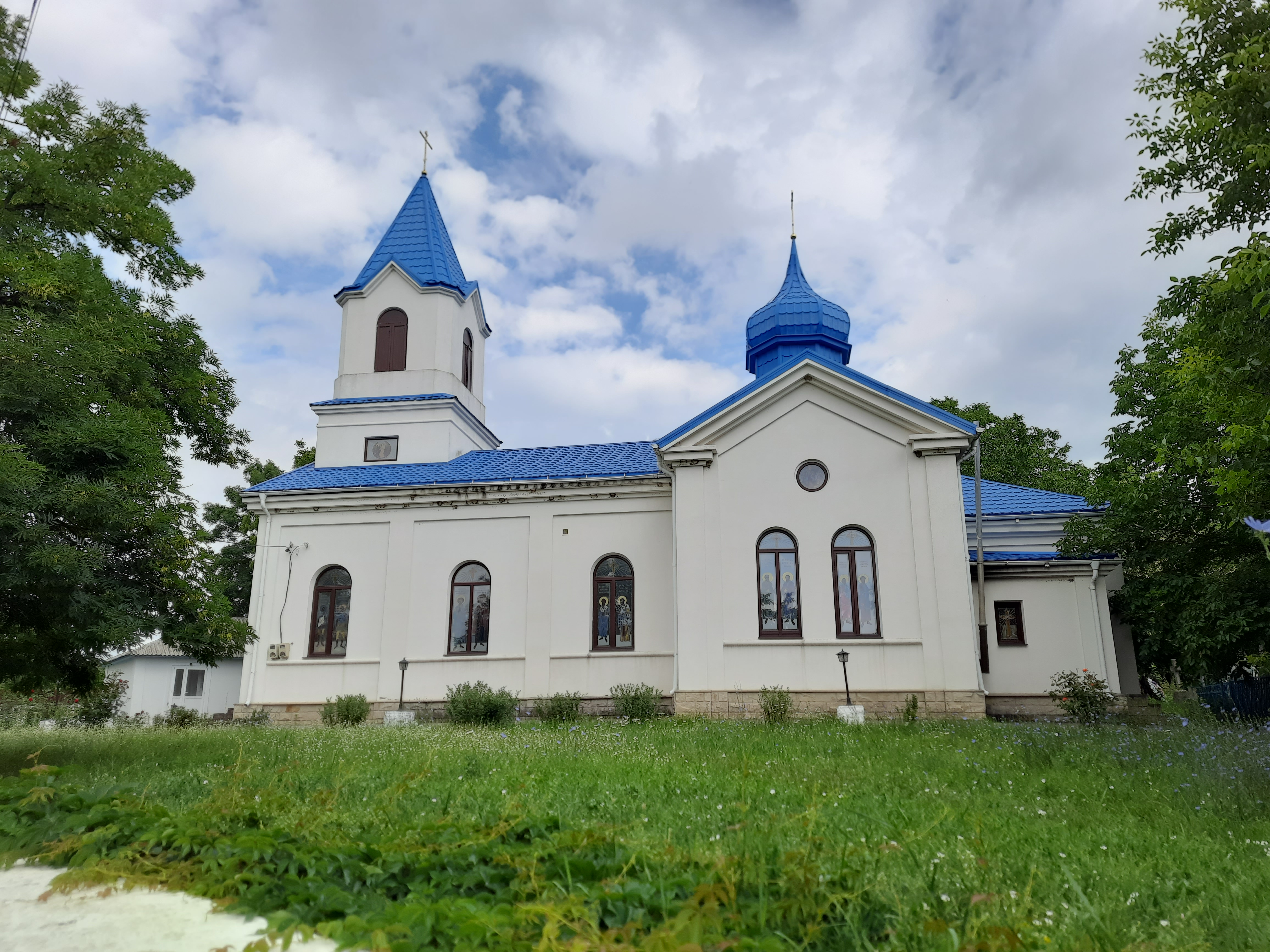
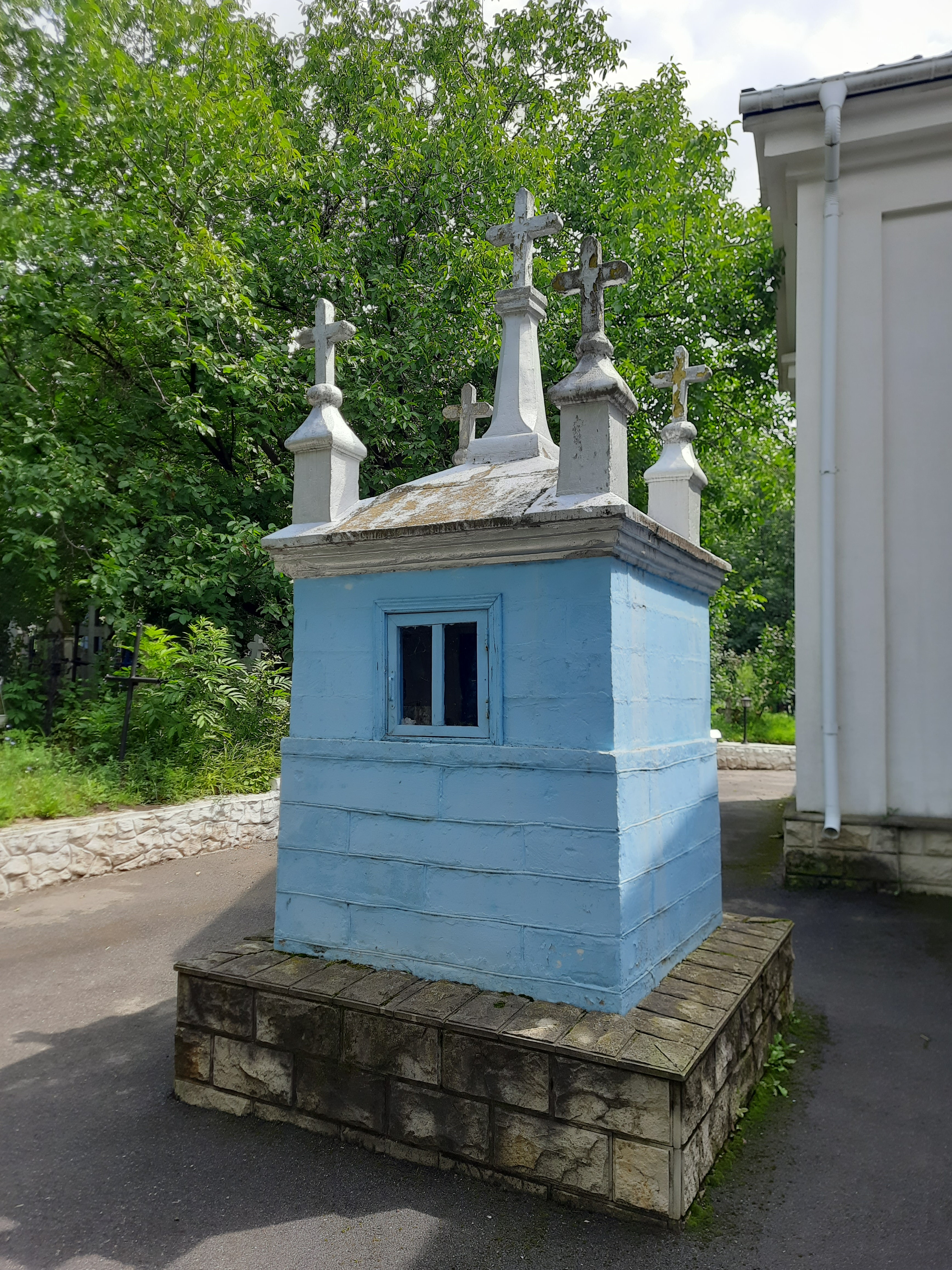
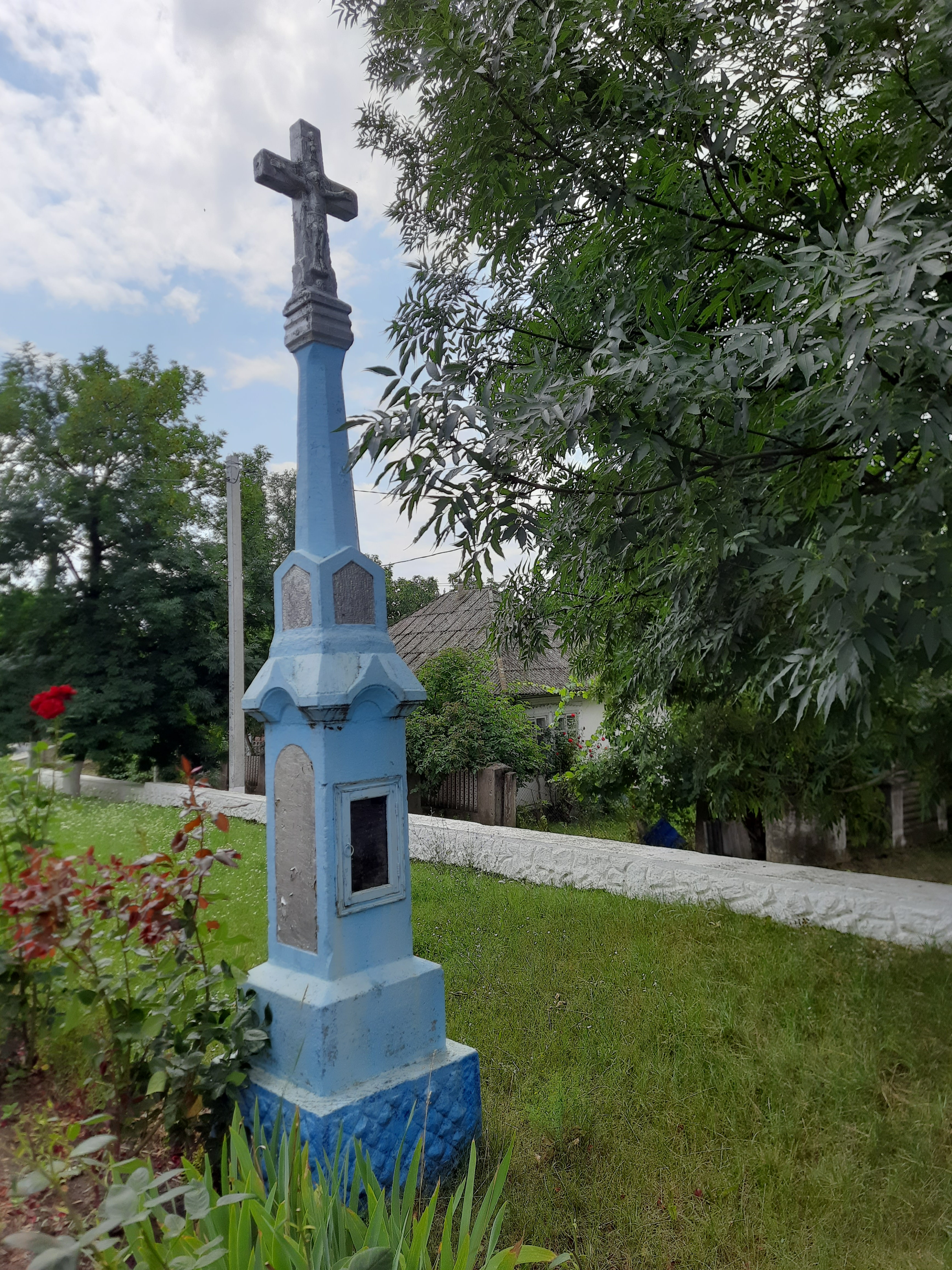

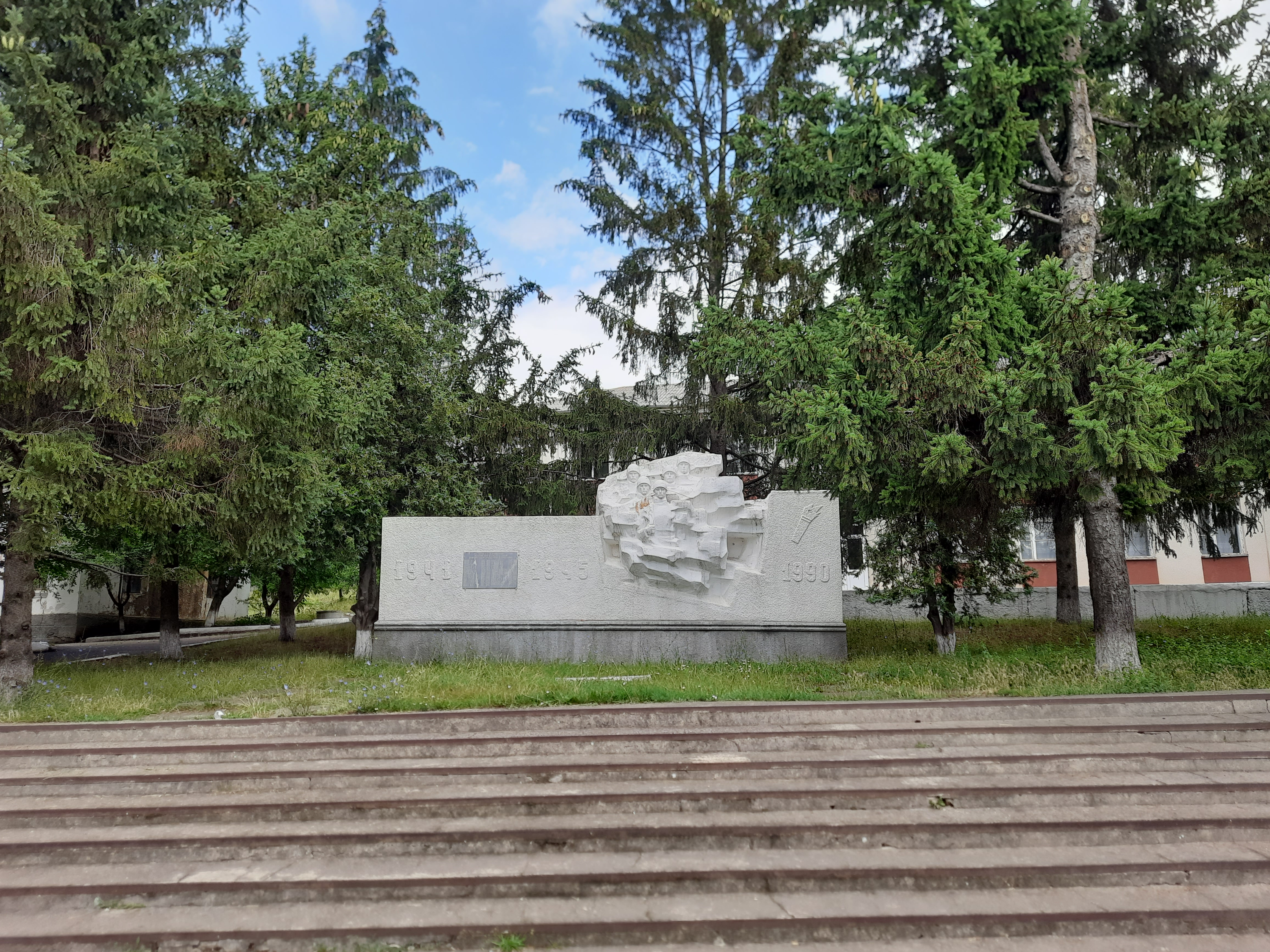
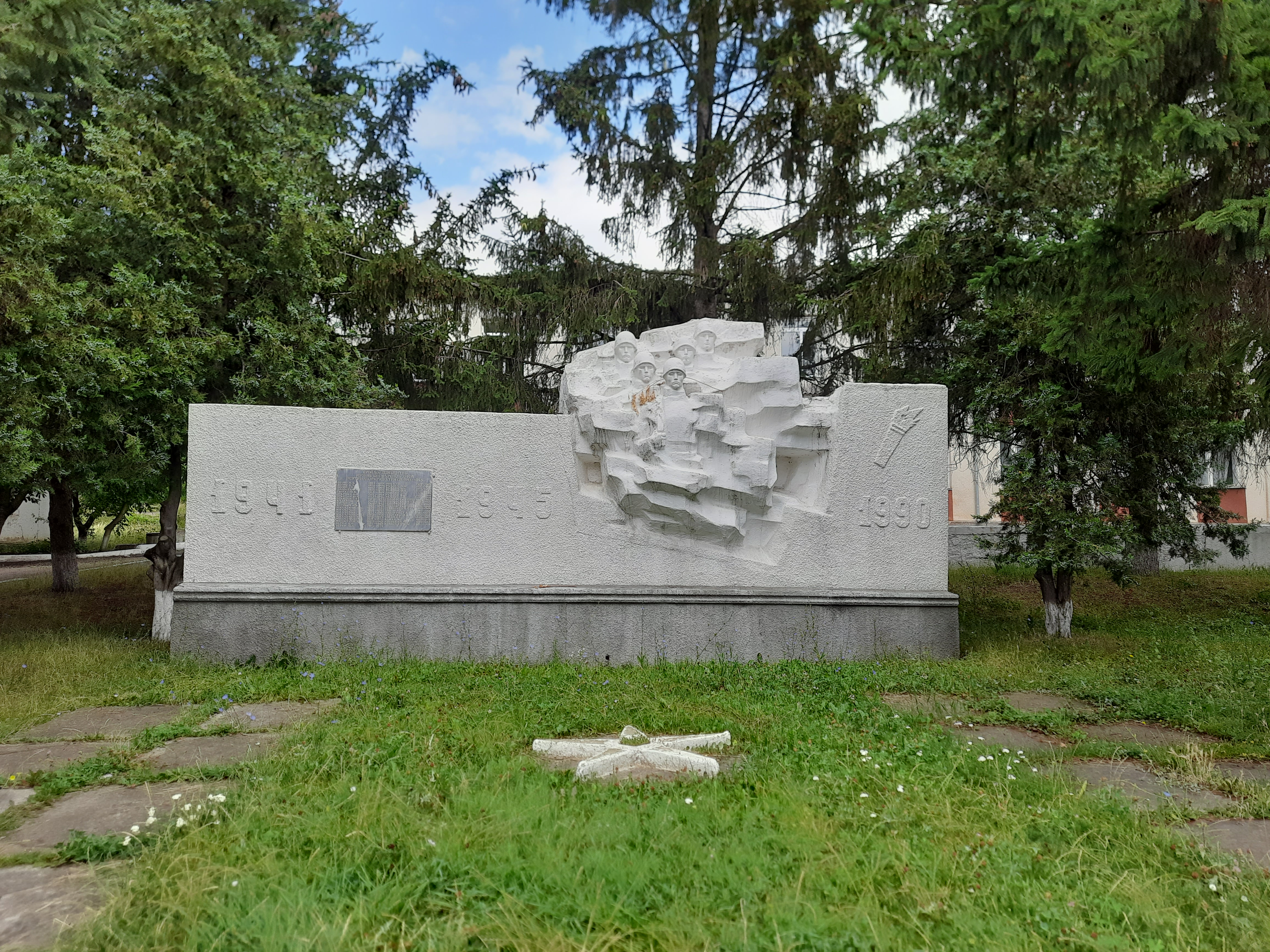
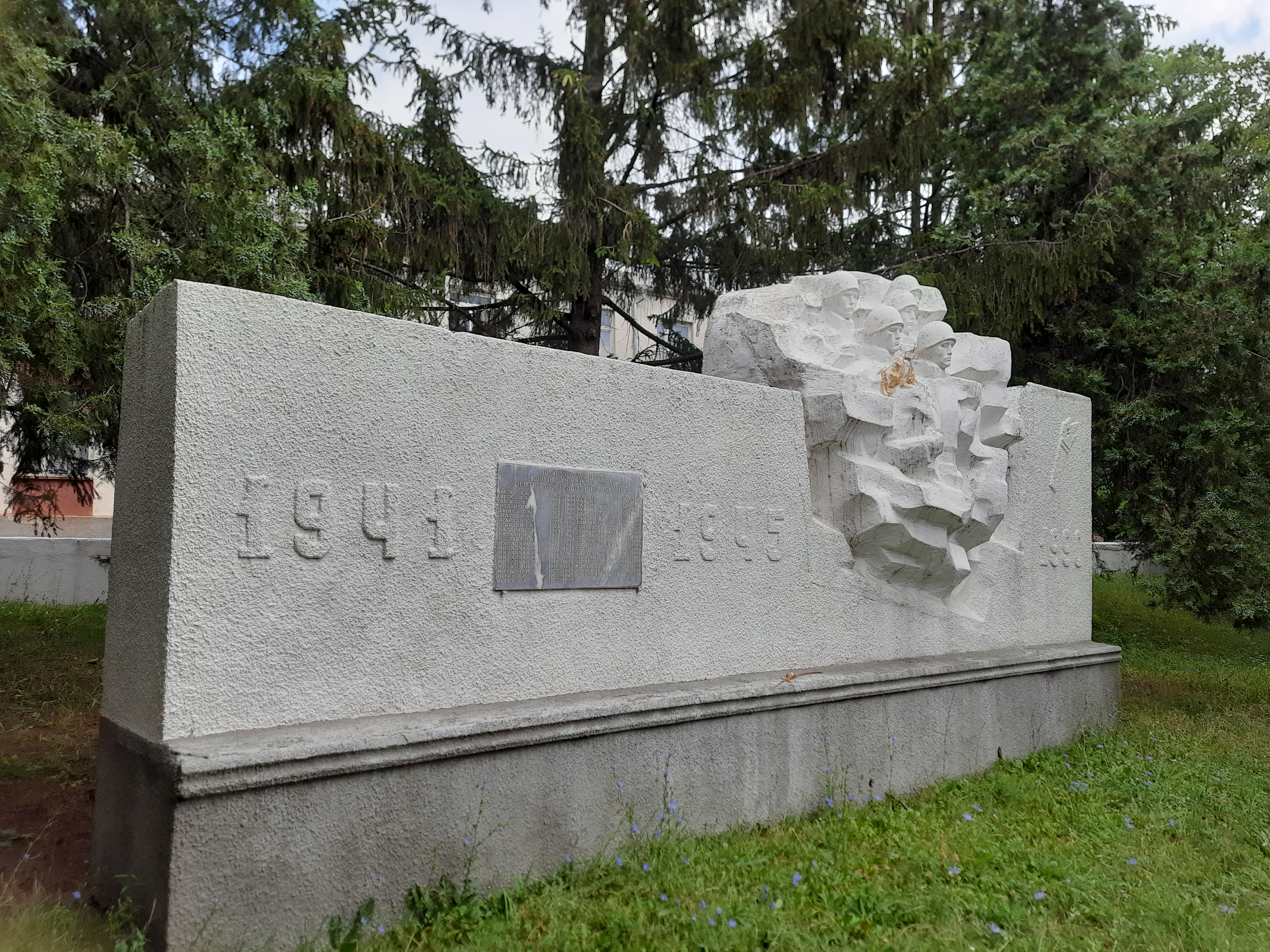
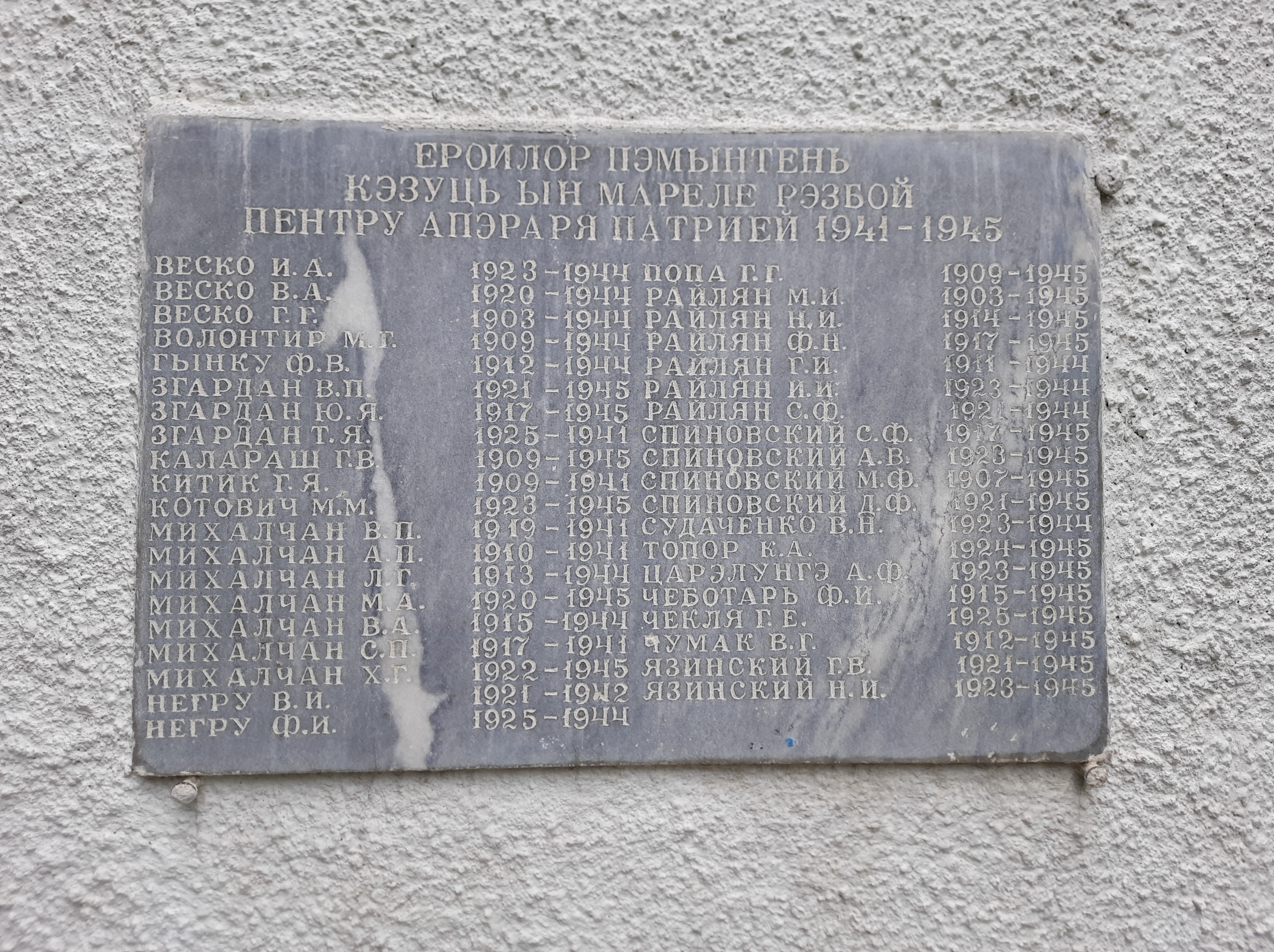
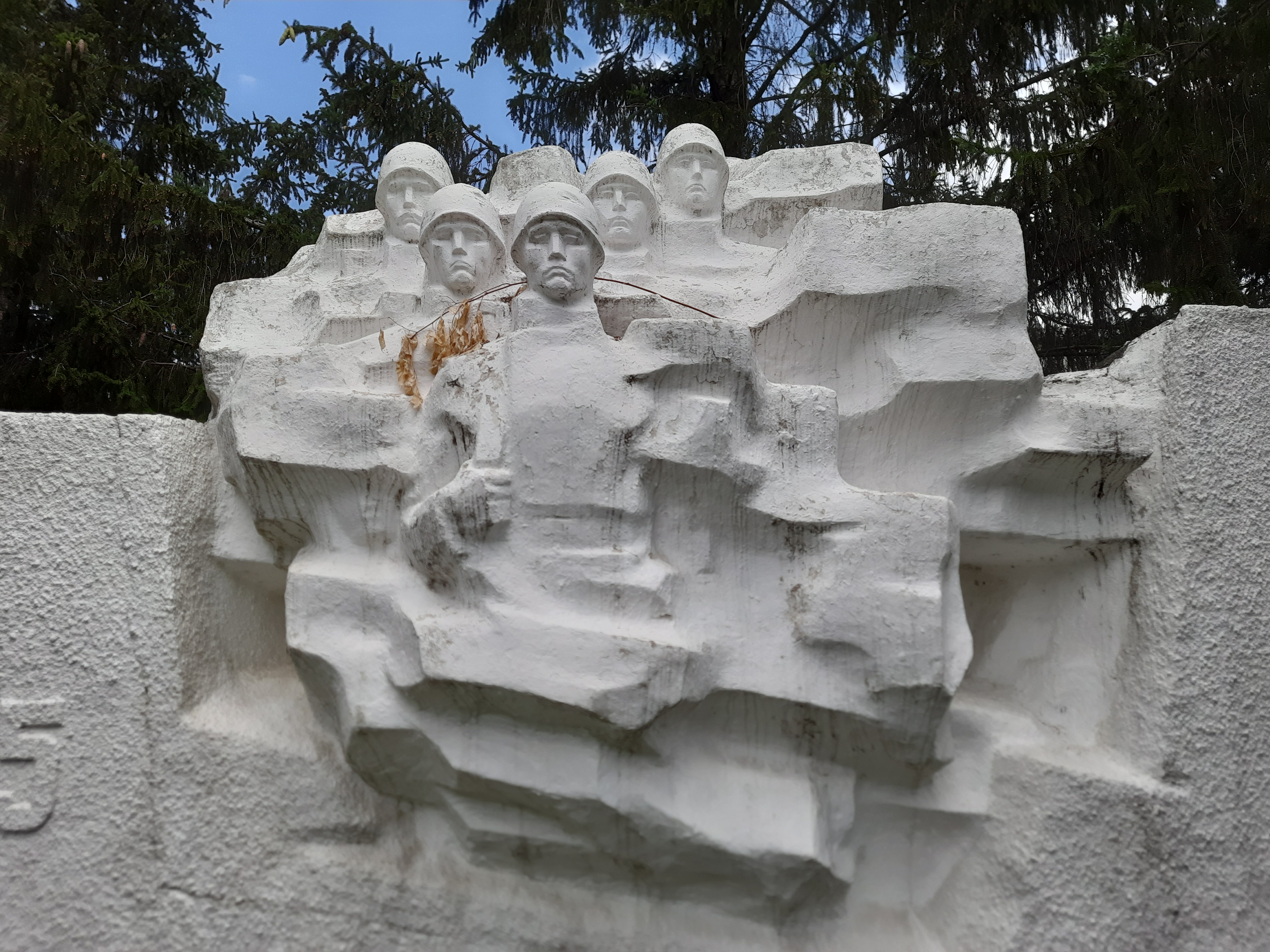

Biserica „Adormirea Maicii Domnului” din localitate, monument ocrotit de stat.
Memorialul consătenilor căzuți în Al Doilea Război Mondial
Alte locuri

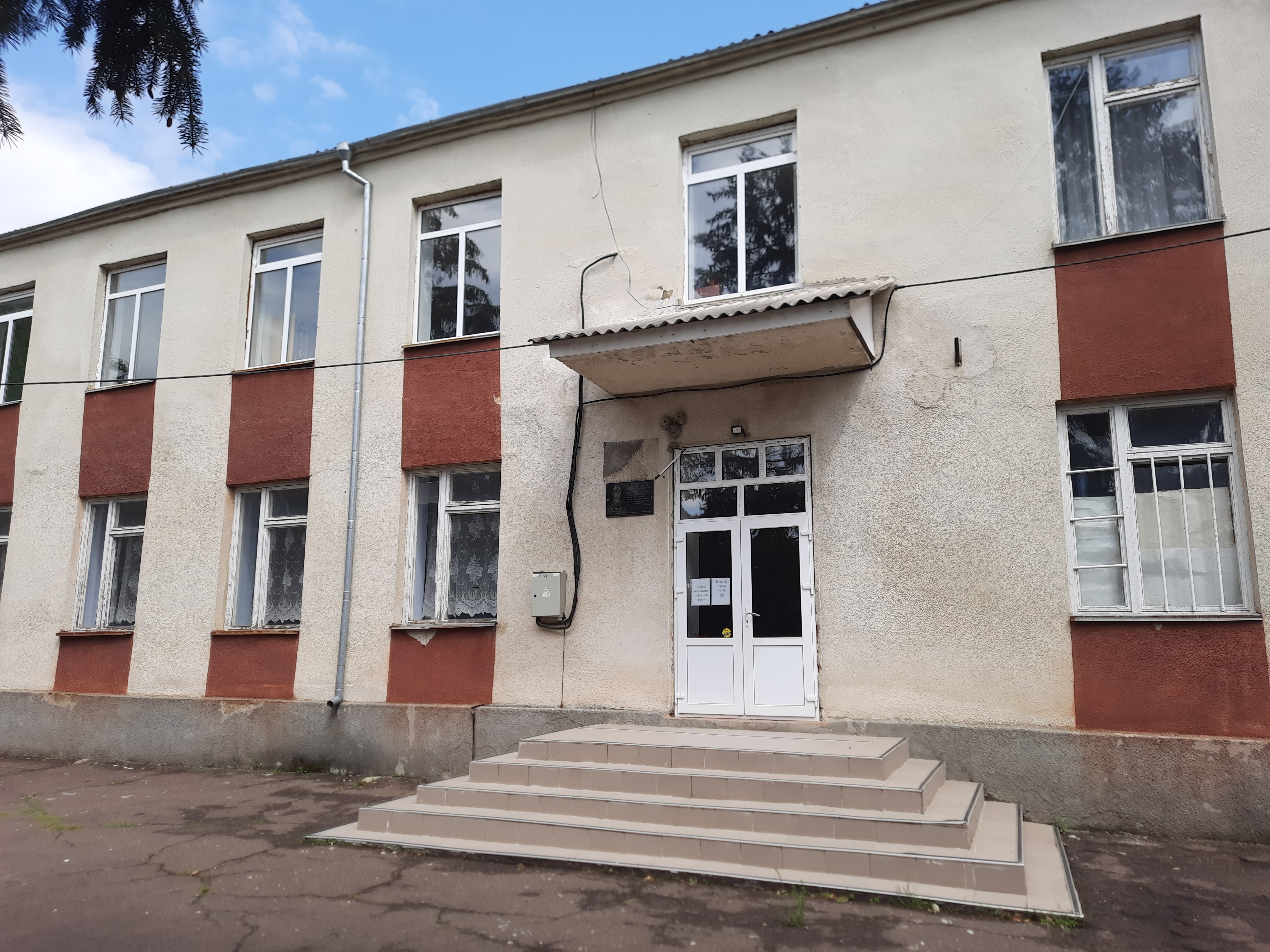
Școala
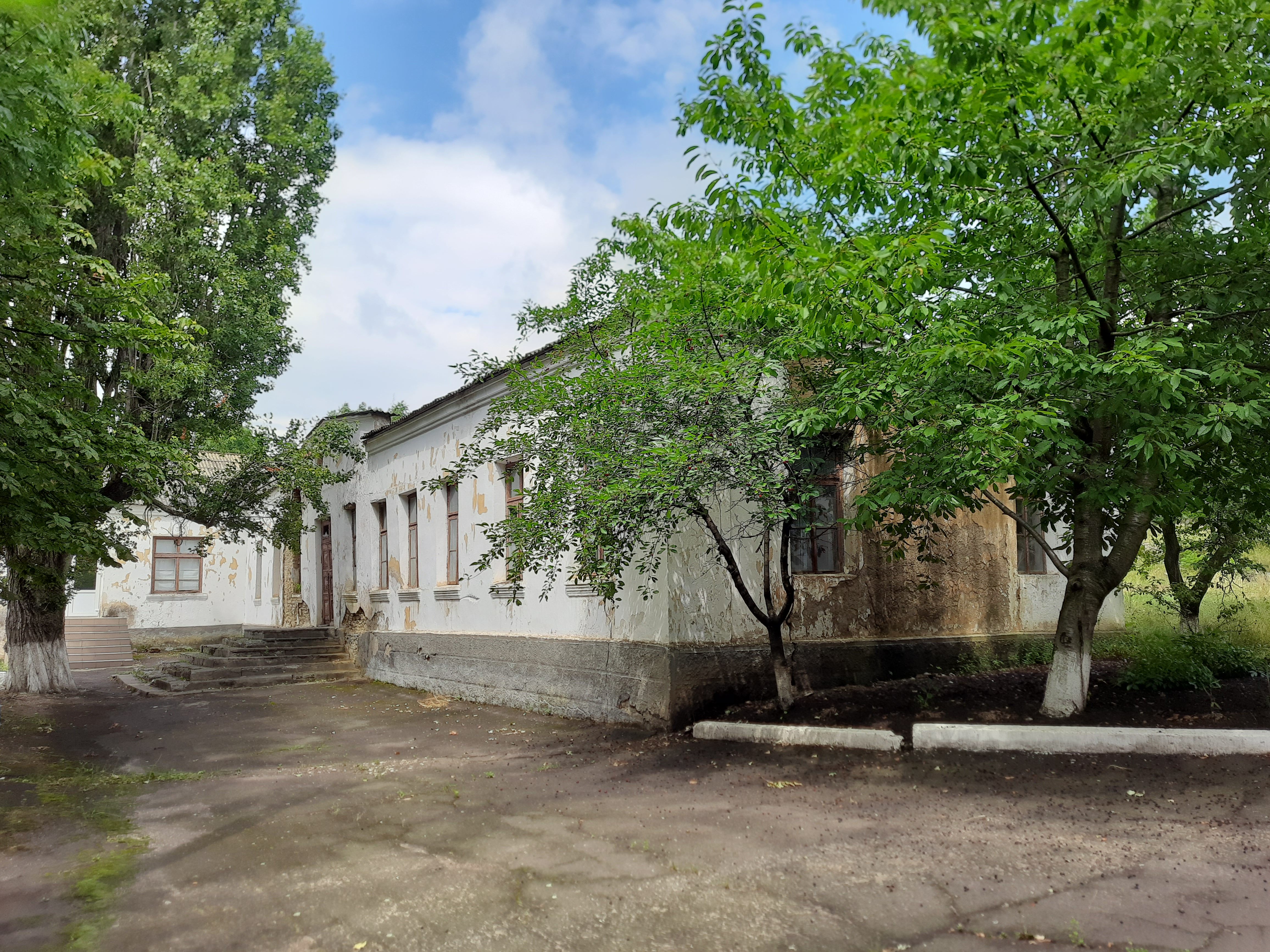
Vechiul edificiu al școlii
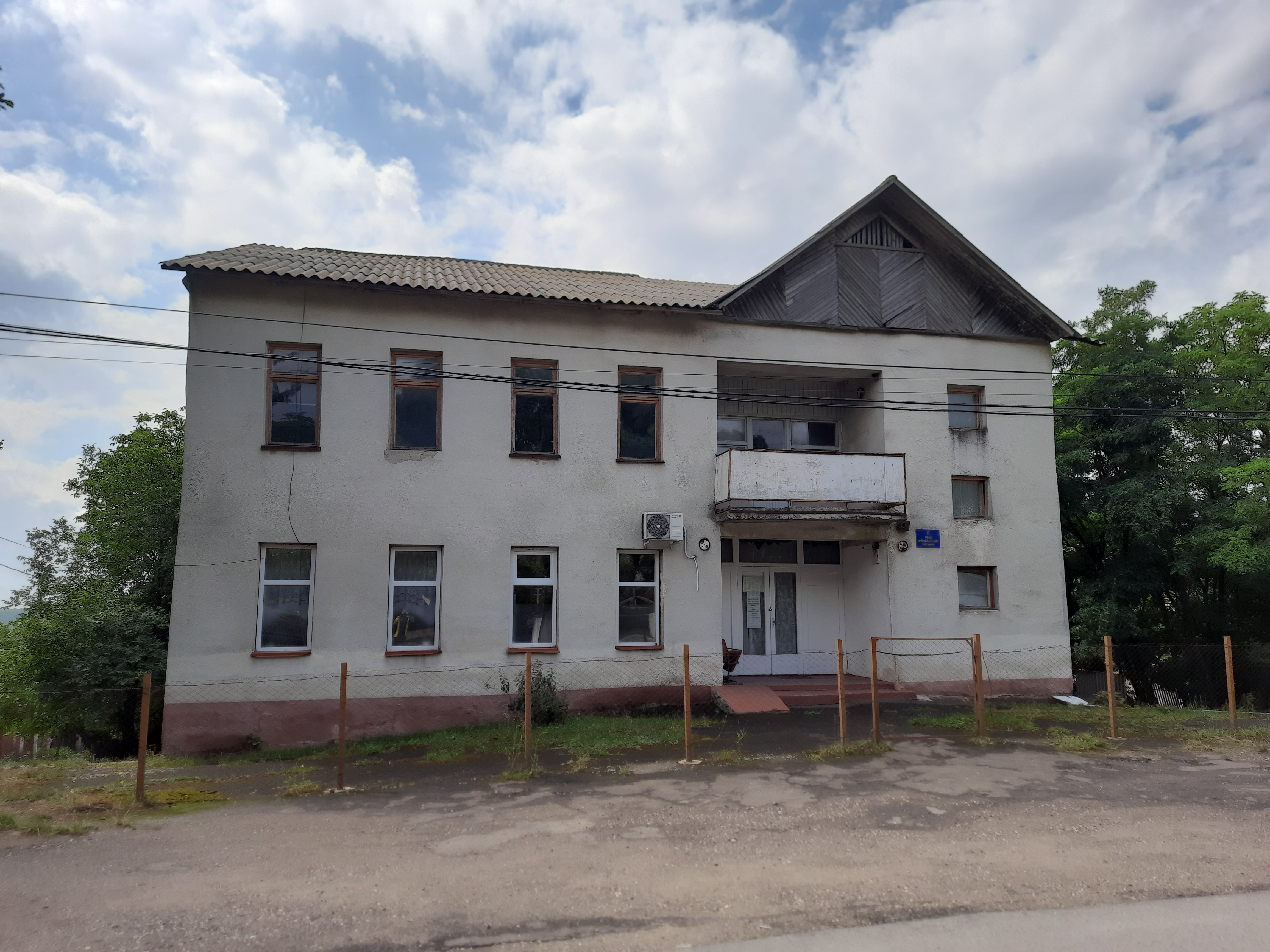
Oficiul medicilor de familie
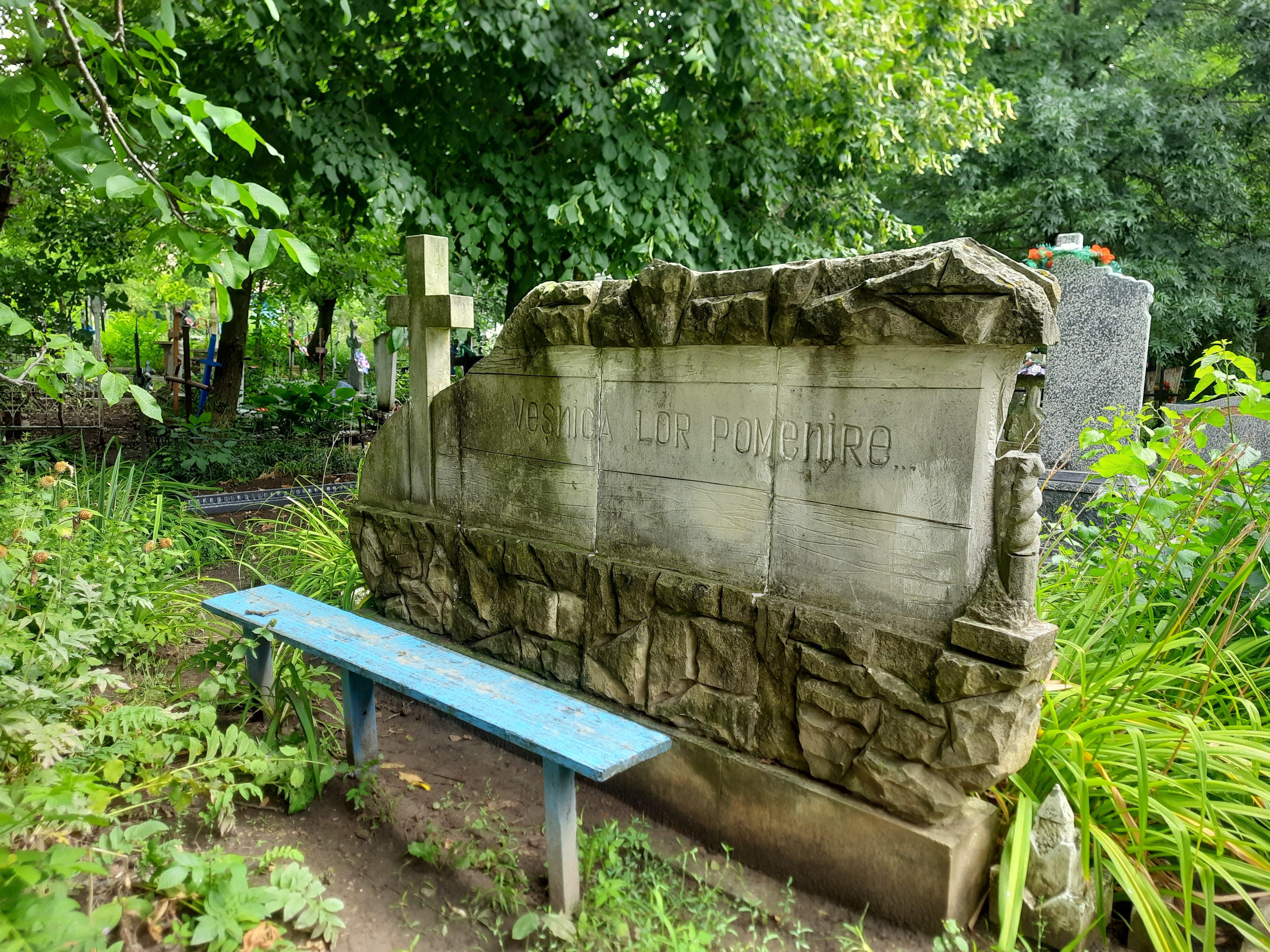
Cimitir
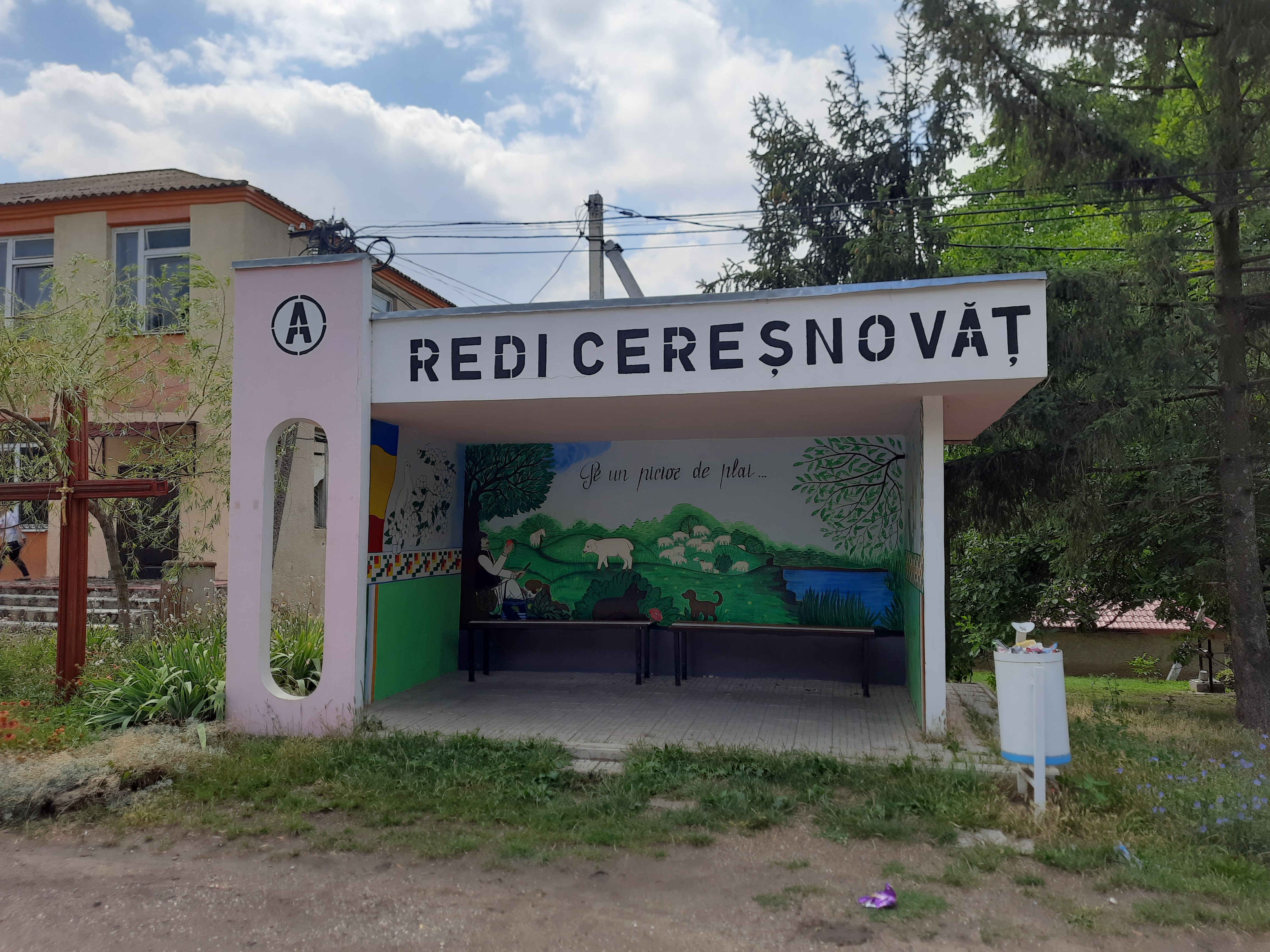
Stația auto

## Personalități
- Daria Radu, compozitoare, interpretă, poetă, dirijor de cor, profesoară
- Antip Țarălungă, coregraf
- Vasile Zgardan, inginer mecanic și om politic, deputat în primul Parlament al Republicii Moldova în anii 1990-1994, fost ministru al transporturilor și telecomunicațiilor (2002-2005)